# English Mistery
El English Mistery («Mistery» es una antigua palabra que designaba a un gremio) fue un grupo político y esotérico activo en el Reino Unido durante la década de 1930. Era un «grupo marginal conservador» partidario de recuperar el sistema feudal,sus opiniones han sido caracterizadas como «ultramonárquicas reaccionarias y antidemocráticas».La organización se oponía al bienestar social, a la Escuela de Economía de Londres y a los Estados Unidos.

## Fondo
William John Sanderson, un abogado de Londres (1883-1941), era el hijo de W. J. Sanderson de Gosforth. Realizó sus estudios en Marlborough College y se graduó en derecho en Jesus College, Cambridge. Fue admitido en el Inner Temple en 1906. Antes del estallido de la Primera Guerra Mundial, formaba parte de un círculo de jóvenes "monárquicos y leales", algunos de los cuales estaban vinculados a los estudios de F. E. Smith, y muchos de ellos perdieron la vida en Francia durante el conflicto.En 1917, cofundó la Orden de la Rosa Roja, una organización antisemita que se oponía al capitalismo financiero, junto al zoólogo George Percival Mudge y el académico Arthur Gray.
Sanderson creía que, si se desvelaban los "secretos perdidos" místicos de los ingleses, podría formarse o recrearse la sociedad que él deseaba.Entre los "secretos perdidos" que buscaba, estaban el "secreto de la memoria", en contraste con la "parafernalia del aprendizaje"; el "secreto de la raza", ya que solo los ingleses con buenos genes debían emparejarse con mujeres inglesas de genética similar; el "secreto del gobierno"; el "secreto del poder", que, según él, había sido destruido por los "ideales industriales"; el "secreto de la organización"; el "secreto de la propiedad", relacionado con el feudalismo como estructura social; y el "secreto de la economía", que se había perdido a causa de los "intereses monetarios".Estaba familiarizado con el fascismo italiano a través de los escritos de Harold Goad. En una carta de 1937, mencionó sus interacciones personales con Camillo Pellizzi, Luigi Villari y Dino Grandi,y se unió a la Liga Imperial Fascista.En su panfleto Introducción al misterio inglés, Sanderson diferenciaba entre dos tipos de "extranjeros": "los holandeses, daneses y otros pueblos del noroeste de Europa" en contraste con "algunas razas que difieren significativamente de nosotros en carácter y tradición".Aquellos que lo conocieron lo describieron como una persona profundamente desagradable con opiniones repugnantes, como su afirmación de que las personas gravemente enfermas no merecían simpatía y que a Dios solo le importaban los ricos.A pesar de ser un hombre de pequeña estatura y estar confinado a una silla de ruedas debido a su propia enfermedad, sostenía la creencia de que solo importaban las vidas de las personas sanas, atractivas y adineradas, mostrando una falta de compasión por los pobres y enfermos.
Stone ha señalado que la relevancia del English Mistery residía "en su conexión, tanto personal como ideológica, con corrientes de pensamiento más amplias en la Gran Bretaña de la época de entreguerras".Sanderson estableció el grupo en 1930 con el objetivo de difundir su concepción del liderazgo.Este nombre proviene de su libro publicado ese mismo año, That Which Was Lost: A Treatise on Freemasonry and the English Mistery.

## Afiliación
Los compañeros más cercanos de Sanderson en el grupo fundador del English Mistery incluían a Bryant Godman Irvine, Ben Shaw y Norman Swan.También se unieron a ellos los parlamentarios conservadores Michael Beaumont y Reginald Dorman-Smith. Más tarde, Beaumont se retiró, ya que tanto él como Dorman-Smith consideraron que el Mistery estaba inactivo en términos prácticos.En 1930, Beaumont presentó a Gerard Wallop (quien tenía el título de vizconde de Lymington hasta 1943) a Sanderson; Wallop describió a Sanderson como "un northumbriano de baja estatura y con problemas de visión". Aceptó la propuesta de Sanderson para convertirse en el "líder ejecutivo" del Mistery.En 1933, se informó que Wallop había "reunido a un grupo de jóvenes entusiastas, conocido colectivamente como el English Mistery, que buscaban un ideal de gobierno aristocrático" dentro de una "orden semimasónica".Finalmente, Wallop separó el grupo en 1936, creando su organización sucesora, el English Array.
John Platts-Mills formaba parte del grupo;fue reclutado en 1931 a través de la Apollo University Lodge en Oxford y por Godman Irvine, siendo llevado a Lincoln's Inn para conocer a Sanderson.En su autobiografía, menciona que en esa época Sanderson organizaba veladas semanales, en su mayoría sociales, y encuentros más serios los jueves, donde se leían artículos breves. En 1932, Platts-Mills consiguió una pasantía en 5 Essex Court Chambers y, casi al mismo tiempo, recibió una invitación para postularse como candidato al parlamento del duque de Devonshire, en reemplazo de Edward Marjoribanks. Sin embargo, decidió abandonar el Mistery debido a su antisemitismo, especialmente con el ascenso de Hitler.Su apartamento en 2, Paper Buildings, Inner Temple, se utilizó supuestamente para reuniones del Mistery durante un tiempo.También menciona a miembros como John de Rutzen, John Davenport y John Dennis Fowler Green (1909-2000), quien llegó a ser productor de radio en la BBC.
Entre los integrantes del Mistery se encontraban el británico filósofo nietzscheano Anthony Ludovici,un prolífico autor asociado al movimiento y ex representante de su ideología, así como el periodista Collin Brooks, quien era miembro tanto del Grosvenor Kin como del St James Kin en Londres.Otros miembros incluían a Rolf Gardiner y Graham Seton Hutchison,quien fundó en 1933 el Movimiento Nacional de los Trabajadores,un grupo pro-nazi y antisemita, además del oficial retirado del ejército Cecil de Sausmarez.Hutchison trabajaba para Alfred Rosenberg, el "filósofo oficial" del NSDAP, que también lideraba la Oficina de Asuntos Exteriores del partido.
En lo que respecta a la Unión Británica de Fascistas, muchos de los integrantes del grupo eran "renovadores aristocráticos y fervientes nobles del período eduardiano".En 1938, Henry William John Edwards escribió sobre "un tory nietzscheano del tipo que encuentra la manera de unirse al English Mistery", aunque se refería a la situación de 1935.Una cena privada para el English Mistery se celebró el 29 de abril de 1939 en el Grand Hotel de Hanley, Staffordshire, con la asistencia de entre 40 y 50 hombres, quienes llevaban rosas rojas. Los oficiales del Mistery incluían a Thomas Scott-Ellis, octavo barón Howard de Walden (Gran Mayordomo), junto con William Sanderson, Roger Gresham Cooke, John Green y Henry Snell.

## Ideología
Sanderson era masón, pero se sentía insatisfecho con la sociedad y era autor del libro Statecraft (1927).Bernhard Dietz ha caracterizado Statecraft como una "crítica profunda y racista, antisemita y misógina de la sociedad industrial contemporánea", en la que Sanderson proponía como alternativa "la fantasía mítica de una sociedad masculina y militar".
El English Mistery concebía su Inglaterra ideal como una nación con una jerarquía estricta, poblada por ingleses "racialmente puros", gobernada por un monarca absoluto y respaldada por líderes fuertes. Era un movimiento elitista que decidió no convertirse en un movimiento de masas, ya que, como afirmaba uno de sus panfletos, "no deseamos millones de miembros ineficaces".Estaba estructurado en "parientes" que contaban con un promedio de 10 a 30 integrantes.Con un firme rechazo a la democracia, el grupo consideraba el ascenso de la democracia parlamentaria moderna y el sufragio universal como un desastre.

Desde la perspectiva del grupo, las razas y pueblos "sumisos" podían ser objeto de brutalidades y masacres, y para ellos, esto era considerado algo positivo:
Sin duda, ha llegado el momento de aceptar la inevitabilidad de la violencia y el sacrificio, y de elegir de manera consciente qué sectores o elementos del mundo o de la nación deben ser sacrificados.
Stone observa que "la masacre de pueblos primitivos como medio para canalizar el exceso de energía de los ingleses ha sido durante mucho tiempo un fundamento del pensamiento imperial británico".El Mistery era notablemente sexista y no permitía la inclusión de mujeres en sus filas.El historiador británico Daniel Stone destacó que el antifeminismo era una de las principales motivaciones del grupo, ya que las publicaciones del Mistery, especialmente las de Anthony Ludovici, están repletas de resentimiento y enojo hacia las mujeres que exigían igualdad.

Uno de los líderes del English Mistery, Rolf Gardiner, se refirió al grupo en la edición de abril de 1936 de la revista Deutsche Akademische Austauschdienst, donde afirmó:
Los integrantes de esta organización, que agrupa a empresarios y trabajadores en estructuras y constelaciones orgánicas, se autodenominan "realistas". Aspiran a que el rey retome su papel como líder del pueblo inglés. Según ellos, el rey no debería ser solo un símbolo de la Corona, sino la manifestación viva del poder del Estado y de la voluntad más profunda del pueblo. Tras criticar al Partido Conservador, al que consideran excesivamente liberal, han comenzado a reflexionar sobre las formas de gobierno inglesas que existieron antes de Cromwell. Buscan revitalizar en el orden social inglés tradiciones germánicas que se han perdido con el tiempo.

## Ruptura
En 1936, el English Mistery se disolvió a causa de una disputa entre Sanderson y Lord Lymington.La mayoría de los miembros, bajo el liderazgo de Lymington, decidió formar un nuevo grupo llamado English Array, mientras que Sanderson se quedó al frente de un grupo menor.